# Lazy (Góry Czerchowskie)
Lazy (1080 m) – szczyt w Górach Czerchowskich we wschodniej Słowacji. Wznosi się w południowo-wschodnim grzbiecie Minčola. W przewodnikach turystycznych jego nazwa bywa spolszczana na Łazy. Szczyt jest trawiasty, podobnie, jak cały grzbiet od wierzchołka Lazy po Minčola. To pozostałości dawnych hal pasterskich, mocno już zarośnięte borówczyskami. Dzięki temu z Lazów i całego grzbietu Lazy – Minčol rozciągają się panoramy widokowe obejmujące cały horyzont. Najlepszym zaś punktem widokowym jest nienazwany wierzchołek z drewnianym krzyżem, znajdujący się przy niebieskim szlaku pomiędzy Lazami i Minčolem.
W pobliżu Lazów, przy szlaku turystycznym znajduje się oryginalna kapliczka, na samym zaś wierzchołku blaszane tabliczki turystyczne. Wierzchołek i stoki Lazów znajdują się w rezerwacie przyrody Čergovský Minčol. Na północnych stokach Lazów, ukryty w lesie przy zielonym szlaku turystycznym do Kamenicy znajduje się drewniany domek –  noclegownia "Pod Minčolom".

## Szlaki turystyczne
– wieś Ďurková – wieś Šarišské Jastrabie – Minčolík – przełęcz Pod Minčolom – Minčol – Lazy – wieś Livovská Huta
  – wieś Pusté Pole – Kyjov – Lysá hora – Minčol – Lazy – Hyrová – przełęcz Ždiare – Forgáčka – Dvoriská – Hrašovík – przełęcz Priehyby – Solisko – przełęcz Lysina – Veľká Javorina – Čergov – przełęcz Čergov – wieś Osikov – wieś Vaniškovce
  – wieś Čirč – Minčol – Lazy – wieś Kamenica